# Globotruncana
Genre
Espèces de rang inférieur
- Voir le texte

Classification phylogénétique
- Eukaryota
  - Actinopoda
  - Alveolata
  - Chlorarachniophyta
  - Cryptophyta
  - Euglenozoa
  - Foraminifera
    - Globotruncana

  - Lignée brune
  - Lignée verte
  - Métamonadines
  - Mycetozoa
  - Opisthokonta
  - Parabasalia
  - Percolozoa
  - Rhizopoda

Globotruncana est un genre éteint de foraminifères planctoniques qui ont vécu du Crétacé supérieur à la fin de l'Éocène.
Grâce à leur grande vitesse d'évolution, ils constituent de remarquables fossiles stratigraphiques, en particulier pour le Crétacé supérieur.

## Liste d'espèces
Selon World Register of Marine Species (11 janvier 2016) :
- Globotruncana cretacea (d'Orbigny, 1840) † ;
- Globotruncana inornata Bolli, 1957 † ;
- Globotruncana nicaraguensis McCulloch, 1977 (taxon inquirendum) ;
- Globotruncana rosetta (Carsey, 1926) †.

Selon d'autres sources : 
- Globotruncana aegyptiaca (Nakkady, 1950) ;
- Globotruncana arca (Cushman, 1926) ;
- Globotruncana bulloides (Vogler, 1941) ;
- Globotruncana conica (White, 1928) ;
- Globotruncana dupeublei (Caron, Gonzalez Donoso, Robaszynski & Wonders, 1984) ;
- Globotruncana esnehensis (Nakkady, 1950) ;
- Globotruncana falsostuarti (Sigal, 1952) ;
- Globotruncana insignis (Gandolfi, 1955) ;
- Globotruncana lapparenti (Brotzen, 1936) ;
- Globotruncana linneiana (d'Orbigny, 1839) ;
- Globotruncana mariei (Banner & Blow, 1960) ;
- Globotruncana orientalis (El Naggar, 1966) ;
- Globotruncana pseudoconica (Salakius, 1982) ;
- Globotruncana rosetta (Carsey, 1926) ;
- Globotruncana rugosa (Marie, 1941) ;
- Globotruncana ventricosa (White, 1928).

## Galerie

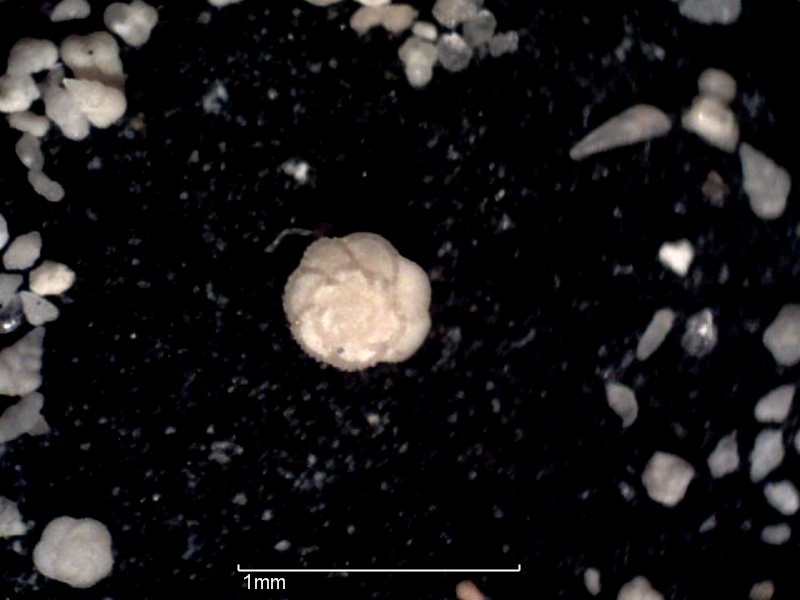
Globotruncanidé au stéréomicroscope.
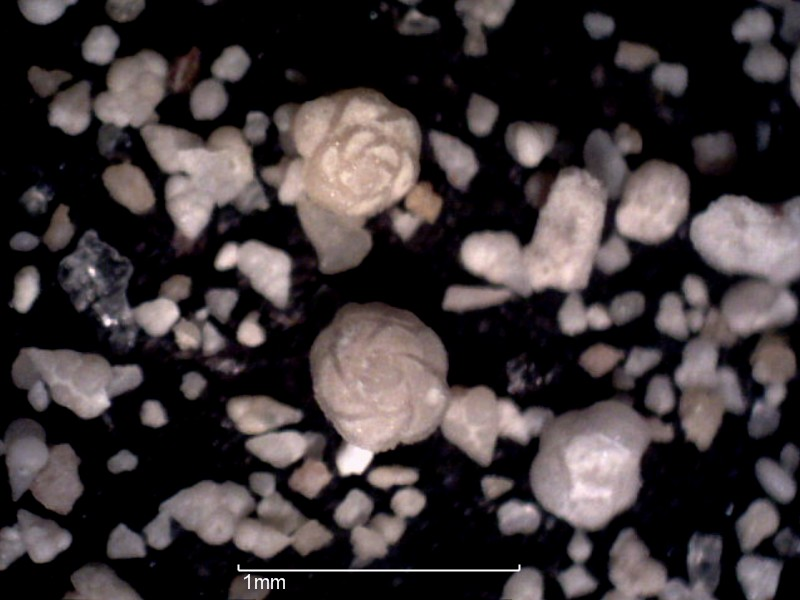
Globotruncanidés et petits Hétérohélicidés au stéréomicroscope.
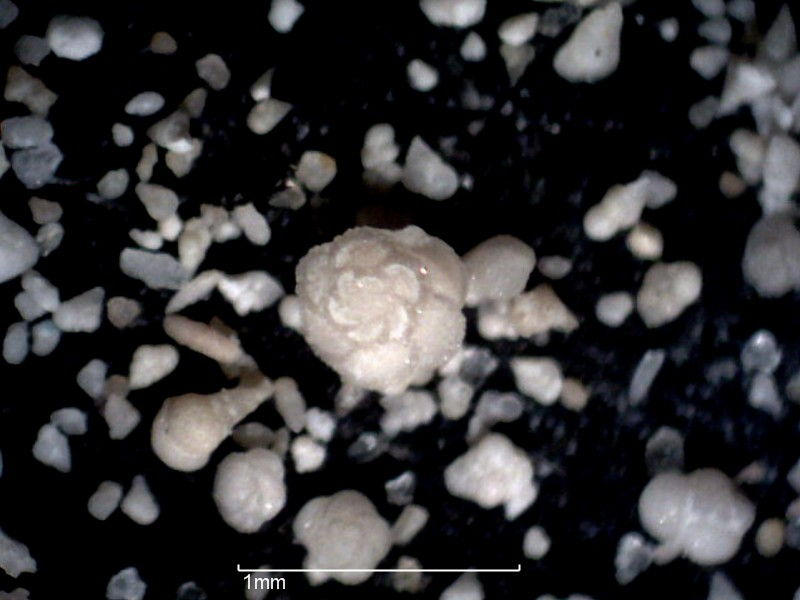
Globotruncanidés et petits Hétérohélicidés au stéréomicroscope.
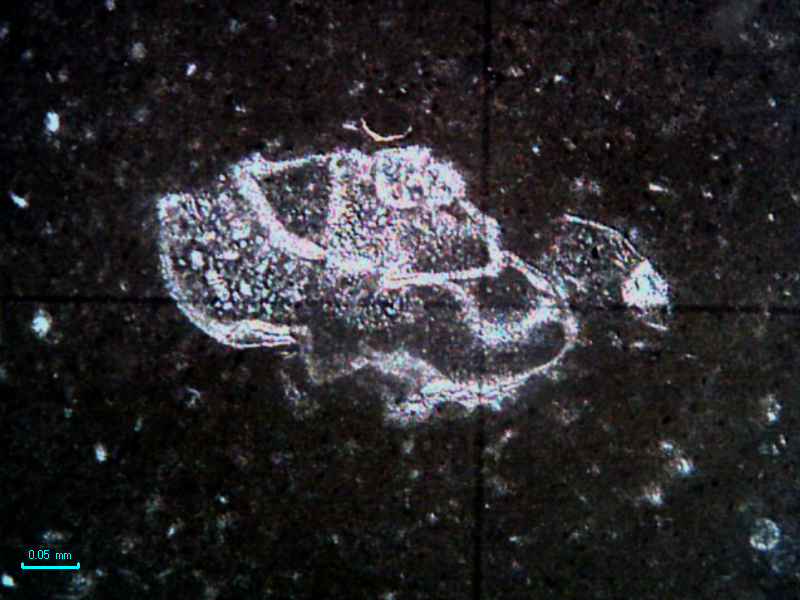
Globotruncanidé au microscope optique.